# Lokrum

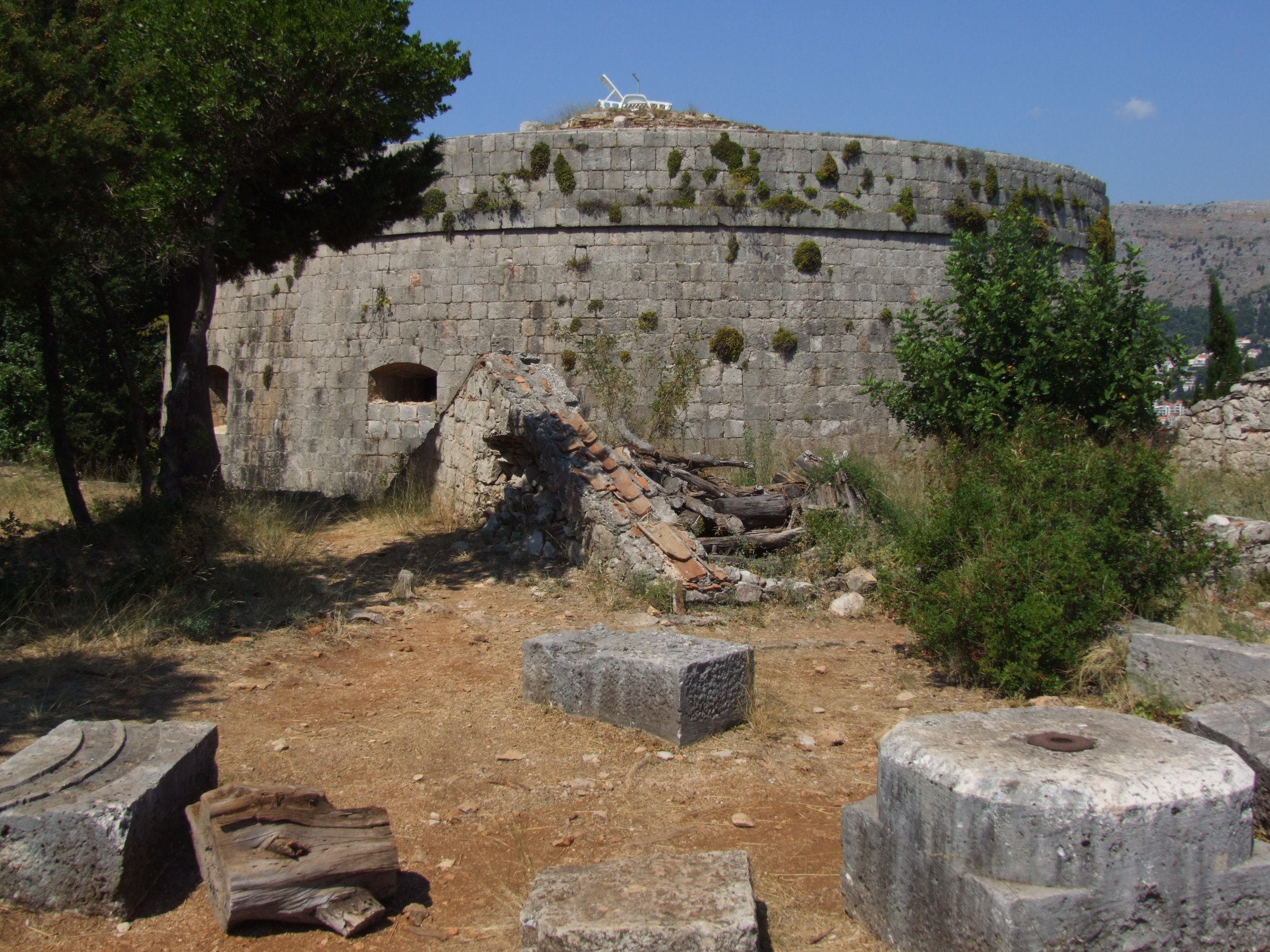
Fort Royal

Lokrum (wł. Lacroma) – niewielka wyspa położona na Morzu Adriatyckim, w Dalmacji, ok. 600 m na południowy wschód od murów i starówki Dubrownika. Długość linii brzegowej wyspy wynosi 5058 m, powierzchnia 69,38 ha, natomiast jej najwyższy punkt to wzgórze Gravica (96 m n.p.m.). Określana jest jako „Wyspa Miłości”.
Wyspa, ze względu na bogatą faunę i florę, jest rezerwatem przyrody. Wyspa nie ma stałych mieszkańców, oprócz turystów i żeglarzy przebywają na niej tylko pracownicy rezerwatu.

## Historia
Pierwsza pisemna wzmianka pochodzi z 1023, kiedy to benedyktyni założyli na wyspie opactwo. Według legendy w 1192 król Anglii Ryszard I Lwie Serce rozbił się swoim statkiem na brzegu, a w podzięce za ocalenie zobowiązał się wybudować kościół. Ostatecznie świątynia stanęła w Dubrowniku – dziś w jej miejscu wznosi się Katedra Wniebowzięcia NMP.
W 1667 wyspę, podobnie jak miasto, zniszczyło trzęsienie ziemi – klasztor benedyktyński legł w gruzach. Zakonnicy opuścili wyspę w 1798, według przekazów obrzucili ją przy tym klątwą. W 1806 pojawili się tutaj Francuzi i wznieśli twierdzę Fort Royal, przebudowaną później i użytkowaną przez Austriaków.
W 1859 wyspę kupił arcyksiążę Maksymilian Habsburg, późniejszy cesarz Meksyku. Wybudował tutaj swój pałacyk (w części ruin klasztoru) oraz założył ogrody pałacowe. Po rozstrzelaniu Maksymiliana w Meksyku w 1867 wyspa znajdowała się m.in. w rękach jego żony, a później została sprzedana przez cesarza Franciszka Józefa rodzinie Windisch-Graetz. Jako prezent ślubny Lokrum otrzymała jedyna córka arcyksięcia Rudolfa – Elżbieta Maria. Po upadku Habsburgów pretensje do Lokrum zgłosiła Jugosławia, jednak arcyksiężna stwierdziła, że nie jest już członkiem rodu Habsburgów, lecz rodziny Windisch-Graetz i państwo jugosłowiańskie nie ma prawa do wyspy, jako własności prywatnej. Ostatecznie doszło do ugody – Jugosławia zapłaciła Elżbiecie 575 tys. dolarów odszkodowania.

## Wyspa współcześnie
Obecnie Lokrum jest jednym z ulubionych miejsc wypoczynku mieszkańców Dubrownika oraz turystów. Transport na wyspę zapewnia prom, kursujący ze starego portu, w pobliżu dubrownickiej starówki.
W 1959 w dawnych ogrodach arcyksiążęcych założono ogród botaniczny – znajduje się w nim fauna rodzima jak i importowana z innych kontynentów, tropikalna i subtropikalna. W 1963 całą wyspę ogłoszono rezerwatem przyrody, w związku z czym przebywanie na niej po zmroku jest zabronione.
Oprócz ogrodu botanicznego i twierdzy Fort Royal turystów przyciąga restauracja w ruinach dawnego opactwa, liczne skaliste brzegi i plaże (również dla nudystów) oraz słone jeziorko, nazywane Morzem Martwym (Mrtvo more) o głębokości 10 m, mające podziemne połączenie z Adriatykiem.

## Galeria

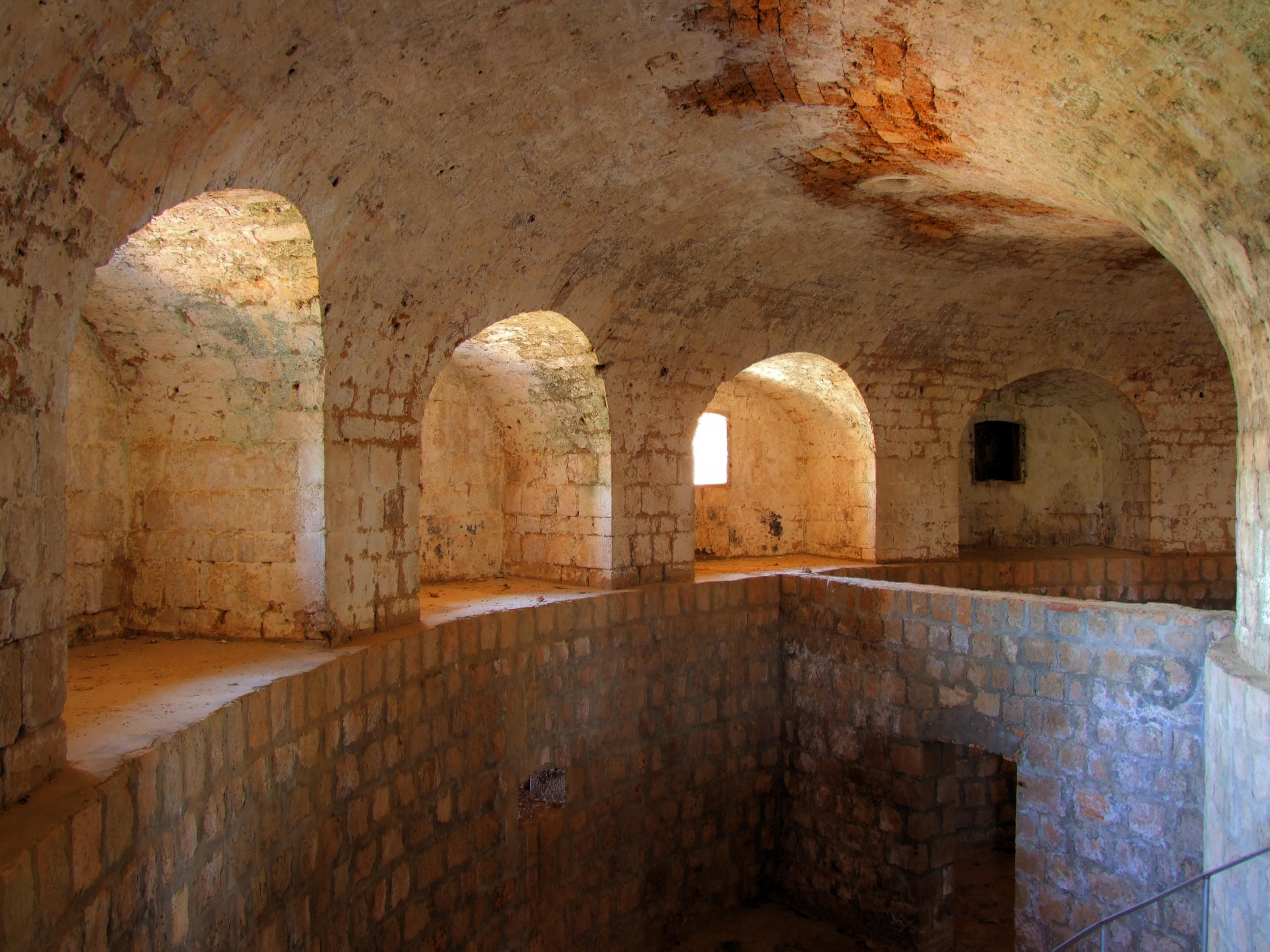
Fort Royal – wnętrze twierdzy
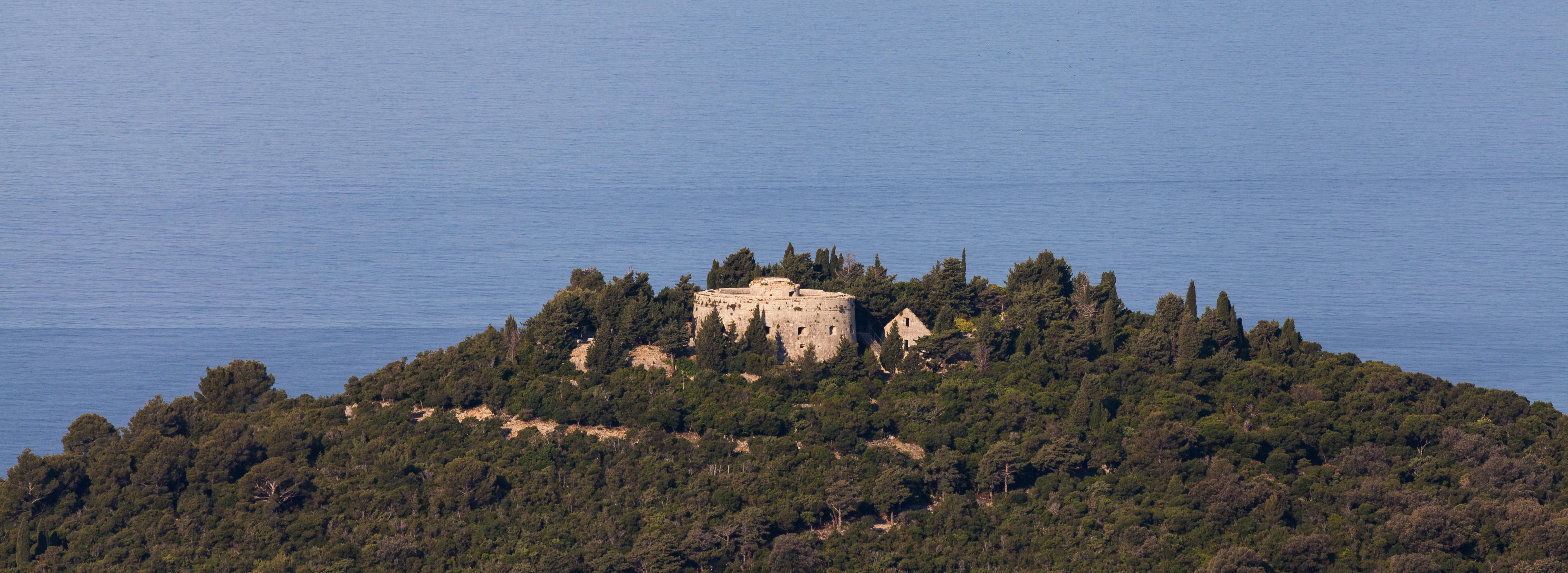
Fort Royal
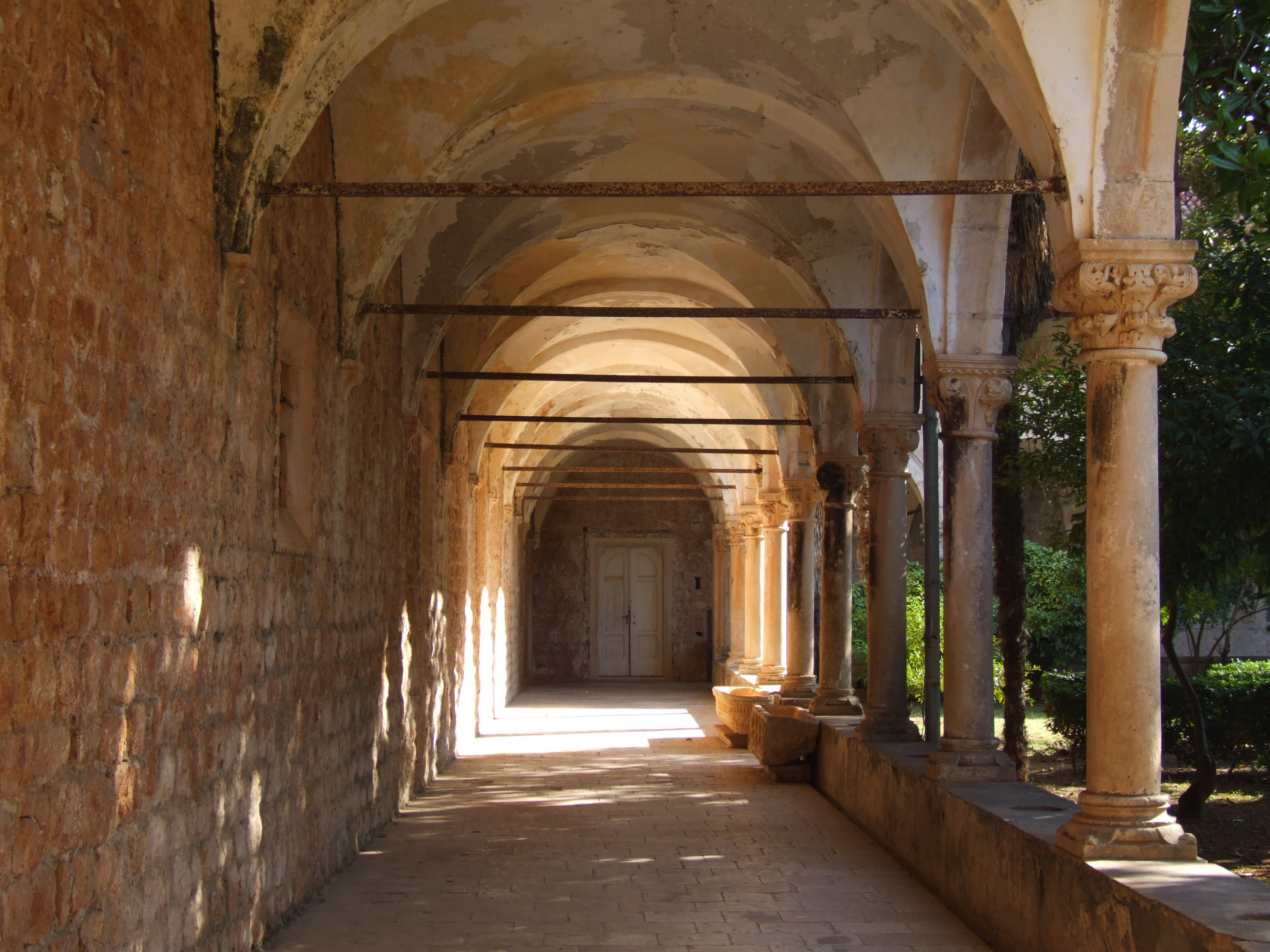
Krużganki dawnego opactwa
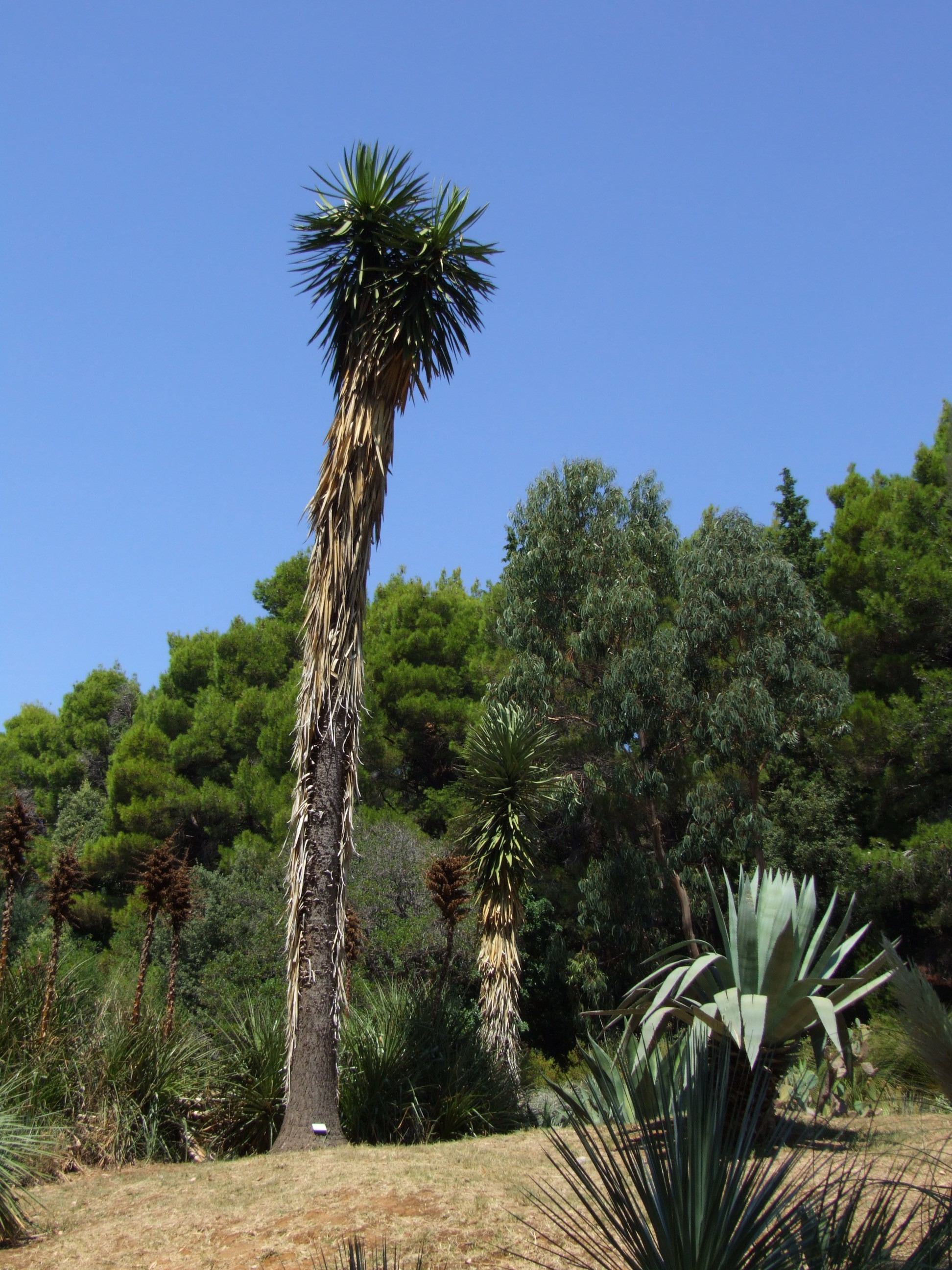
Ogród botaniczny
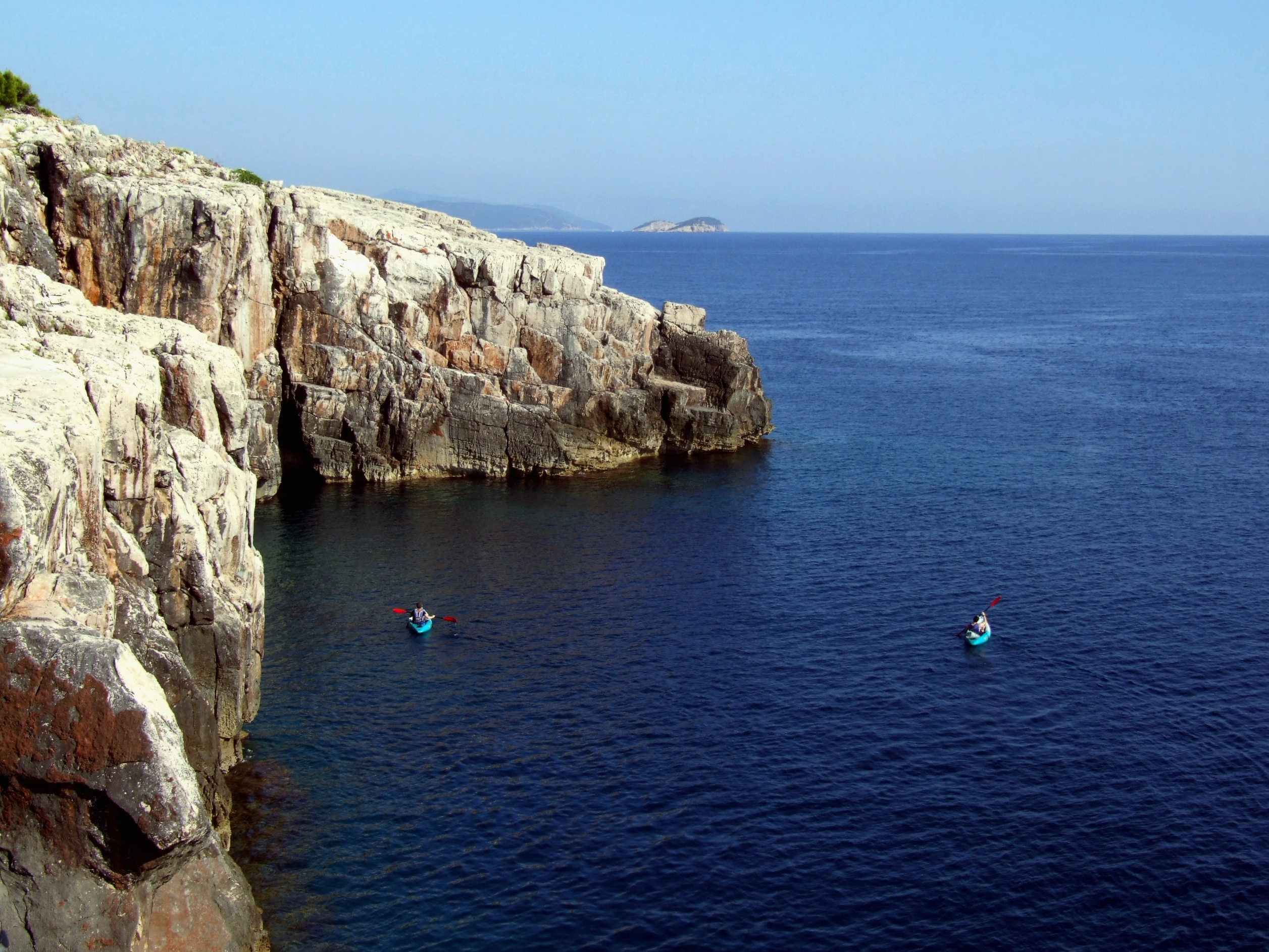
Klifowe wybrzeże od południowej strony